# Apalniacris shillong
Apalniacris shillong is een rechtvleugelig insect uit de familie veldsprinkhanen (Acrididae). De wetenschappelijke naam van deze soort is voor het eerst geldig gepubliceerd in 2004 door Ingrisch, Willemse & Shishodia.